# Centro-Sul do Alasca

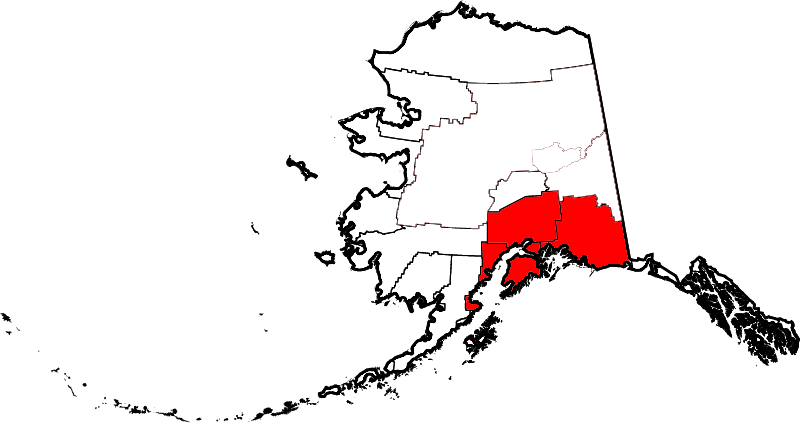
Mapa da Região Centro-Sul do Alasca

O Centro-Sul do Alasca é uma região do estado do Alasca, EUA. Consiste no litoral e nos planaltos do Golfo do Alasca. Grande parte da população do estado vive nessa região, concentrada próximo à cidade de Anchorage. 
A área inclui Cook Inlet, o Vale Matanuska-Susitna, a Península de Kenai, Enseada do Príncipe Guilherme e o Rio Cooper. Turismo, pesca e produção petrolífera são importantes atividades econômicas da região.

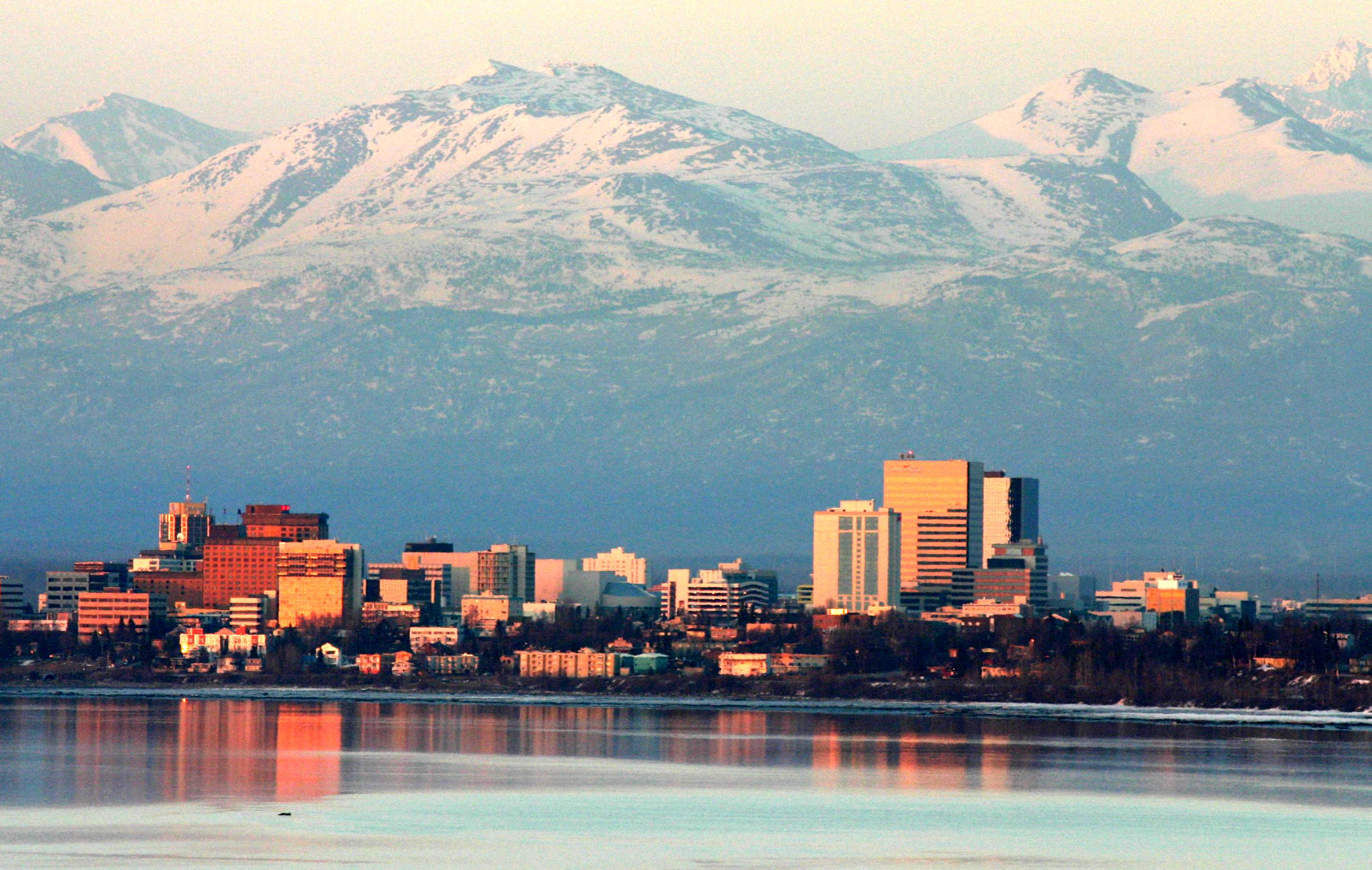
Anchorage, maior cidade da região

A maior cidade é Anchorage. Outras cidades são: Palmer (Alasca), Wasilla, Kenai/Soldotna, Homer, Seward, Valdez e Cordova.